# Jasmin Grabowski
Pour les articles homonymes, voir Grabowski.
Jasmin Grabowski est une judokate allemande née le 7 novembre 1991 à Spire. Elle a remporté la médaille de bronze de l'épreuve par équipes aux Jeux olympiques d'été de 2020 à Tokyo.

## Biographie et carrière
Jasmin Grabowski se forme à sa discipline sportive au lycée Heinrich-Heine de Kaiserslautern, qui comprend une section sportive de judo. Après son examen de fin d'études, elle devient sportive dans l'armée allemande.
Elle est affiliée au Judo-club Zweibrücken, où elle propose en 2021 un cours à distance, et fait partie de la fédération sportive Deutscher Judo-Bund. 
Au cours de sa carrière, elle participe à de 65 compétitions de judo, dont 2 jeux olympiques, 9 championnats du monde, 4 masters, 21 grands slams et 16 grand prix. Aux Jeux olympiques d'été de 2016 à Rio de Janeiro, elle finit le 12 août 2016 17e en face à face dans la catégorie poids lourd de plus de 78 kg. Aux Jeux olympiques d'été de 2020 à Tokyo, elle obtient la médaille de bronze lors de l'épreuve par équipes et finit de nouveau 17e en face à face dans la catégorie poids lourd de plus de 78 kg,.  
Elle met officiellement fin à sa carrière de judoka en 2022.  
Elle devient ensuite actrice. Elle joue dans des séries télévisées comme Repay It in Blood, Kleo (2022) et The Red Box (2024).   